# Premios Gaudí
Los Premios Gaudí o Premios de la Academia del Cine Catalán "Gaudí" (en catalán Premis Gaudí) son unos galardones otorgados por la Academia del Cine Catalán, que reconocen las mejores producciones cinematográficas catalanas del año o cuya versión original es el Idioma catalán. Sustituyen al Premio Barcelona de Cine, creado en el año 2002 y se les puso el nombre en honor del arquitecto catalán Antoni Gaudí. 
El trofeo ha sido diseñado por Montserrat Ribé y está inspirado en las chimeneas de la Casa Milà,una de las obras más reconocidas del singular arquitecto. Las primeras nominaciones a las diferentes categorías se hicieron públicas el 23 de diciembre de 2008 y los Premios fueron otorgados el 19 de enero de 2009.

El reglamento que rige la concesión establece un minucioso sistema para determinar qué películas pueden optar a los Premios.Según el mismo, pueden ser galardonadas:
- Las películas rodadas en idioma catalán, patuet, etcétera), con la lógica excepción de los premios a la mejor película en lengua no catalana y a la mejor película europea.
- Las películas de producción o coproducción catalana, entendiendo que son tales las que están participadas en un mínimo del 20% por una productora domiciliada en Cataluña, siempre y cuando contengan lo que se denomina «una suficiente cuota de creación catalana». La mencionada cuota se determina por medio de un baremo que puntúa tanto la participación de profesionales catalanes (sin definir qué profesionales pueden ser considerados como tales) como los «elementos de catalanidad» del filme (tratar una «temática catalana» o estar rodada en más de un 50% en un territorio de habla catalana). Se exceptúan los Premios a la mejor película en lengua catalana y a la mejor película europea.
- Las películas «con talento catalán». Este apartado permite incluir a profesionales residentes en Cataluña o catalanes que han trabajado en películas no catalanas, siempre a criterio discrecional de la Junta Directiva de la Academia.

Los Premios a la mejor película para televisión, al mejor cortometraje y a la mejor película europea tienen una normativa específica. Además, las películas que optan a alguno de estos tres Premios no pueden optar a ningún otro.

## Lista de ceremonias
| Edición      | Fecha                | mejor película en lengua catalana                    | Recinto(s)                           | Anfitrión(es)                                            |
| ------------ | -------------------- | ---------------------------------------------------- | ------------------------------------ | -------------------------------------------------------- |
| I edición    | 19 de enero de 2009  | El cant dels ocells (de Albert Serra)                | Estudios de TV3                      | Clara Segura                                             |
| II edición   | 1 de febrero de 2010 | Tres dies amb la família (de Mar Coll)               | Teatre Coliseum                      | Dafnis Balduz, Santi Ibáñez, Santi Millán y Clara Segura |
| III edición  | 17 de enero de 2011  | Pa Negre (de Agustí Villaronga)                      | Artèria Paral·lel                    | Quim Masferrer                                           |
| IV edición   | 6 de febrero de 2012 | EVA (de Kike Maíllo)                                 | Artèria Paral·lel                    | Xavi Mira y Alba Florejachs                              |
| V edición    | 3 de febrero de 2013 | Blancaneu (de Pablo Berger)                          | Palacio de los Deportes de Barcelona | Andreu Buenafuente                                       |
| VI edición   | 2 de febrero de 2014 | La plaga (de Neus Ballús)                            | Palacio de los Deportes de Barcelona | Àngel Llàcer                                             |
| VII edición  | 2 de febrero de 2015 | Rastres de sàndal (de María Ripoll)                  | Palau Sant Jordi                     | Àngel Llàcer                                             |
| VIII edición | 31 de enero de 2016  | El camí més llarg per tornar a casa (de Sergi Pérez) | CCIB                                 | Rossy de Palma                                           |
| IX edición   | 29 de enero de 2017  | La propera pell (de Isaki Lacuesta e Isa Campo)      | CCIB                                 | Bruno Oro                                                |
| X edición    | 28 de enero de 2018  | Estiu 1993 (de Carla Simón)                          | CCIB                                 | David Verdaguer                                          |
| XI edición   | 27 de enero de 2019  | Les distàncies (de Elena Trapé)                      | Palacio de Congresos de Cataluña     | Mag Lari                                                 |
| XII edición  | 19 de enero de 2020  | Els dies que vindran (de Carlos Marqués-Marcet)      | CCIB                                 | Anna Moliner                                             |
| XIII edición | 21 de marzo de 2021  | La vampira de Barcelona (de Lluís Danés)             | CCIB                                 | -                                                        |
| XIV edición  | 6 de marzo de 2022   | Sis dies corrents (de Neus Ballús)                   | Sala Oval del MNAC                   | -                                                        |
| XV edición   | 22 de enero de 2023  | Alcarràs (de Carla Simón)                            | Sala Oval del MNAC                   | Llum Barrera                                             |
| XVI edición  | 4 de febrero de 2024 | creatura (de Elena Martín Gimeno)                    | CCIB                                 | Maria Rovira i Ana Polo                                  |
| XVII edición | 18 de enero de 2025  | el 47 (de Marcel Barrena)                            | CCIB                                 | Marc Clotet i Paula Malia                                |

## Intérpretes galardonados con el Premio Gaudí
| Edición     | Actor                                             | Actriz                                             | Actor secundario                                 | Actriz secundaria                                  | Gaudí de honor     |
| ----------- | ------------------------------------------------- | -------------------------------------------------- | ------------------------------------------------ | -------------------------------------------------- | ------------------ |
| I - 2009    | Jordi Dauder (1) (Azaña, cuatro días de julio)    | Anna Lizarán (Forasters)                           | Pep Antón Muñoz (Bienvenido a Farewell-Gutmann)  | Penélope Cruz (Vicky Cristina Barcelona)           | Jaime Camino       |
| II - 2010   | Àlex Brendemühl (Les dues vides d'Andrés Rabadán) | Nausicaa Bonnín (Tres dies amb la família)         | Andrés Herrera (Les dues vides d'Andrés Rabadán) | Clara Segura (1) (Les dues vides d'Andrés Rabadán) | Josep Maria Forn   |
| III - 2011  | Eduard Fernández (1) (La mosquitera)              | Nora Navas (1) (Pa negre)                          | Roger Casamajor (Pa negre)                       | Marina Comas (Pa negre)                            | Jordi Dauder (2)   |
| IV - 2012   | Luis Tosar (Mientras duermes)                     | Verónica Echegui (Katmandú, un espejo en el cielo) | Lluís Homar (EVA)                                | Vicky Peña (Catalunya über alles!)                 | Pere Portabella    |
| V - 2013    | Àlex Monner (Els nens salvatges)                  | Maria Molins (El bosc)                             | Eduard Fernández (2) (Una pistola en cada mano)  | Candela Peña (Una pistola en cada mano)            | Montserrat Carulla |
| VI - 2014   | José Sacristán (El muerto y ser feliz)            | Nora Navas (2) (Tots volem el millor per ella)     | Ramon Madaula (La por)                           | Clara Segura (2) (Tots volem el millor per ella)   | Julieta Serrano    |
| VII - 2015  | David Verdaguer (1) (10.000 km)                   | Natalia Tena (10.000 km)                           | Eduard Fernández (3) (El niño)                   | Bárbara Lennie (El niño)                           | Ventura Pons       |
| VIII - 2016 | Ricardo Darín (Truman)                            | Laia Costa (Victoria)                              | Javier Cámara (Truman)                           | Dolores Fonzi (Truman)                             | Rosa Maria Sardà   |
| IX - 2017   | Eduard Fernández (4) (El hombre de las mil caras) | Emma Suárez (La propera pell)                      | Karra Elejalde (100 metros)                      | Alexandra Jiménez (100 metros)                     | Josep Maria Pou    |
| X - 2018    | David Verdaguer (2) (Tierra firme)                | Núria Prims (Incerta glòria)                       | Oriol Pla (Incerta glòria)                       | Bruna Cusí (Estiu 1993)                            | Mercedes Sampietro |
| XI - 2019   | Israel Gómez Romero (Entre dos aguas)             | Lola Dueñas (Viaje al cuarto de una madre)         | Oriol Pla (Petra)                                | Anna Castillo (Viaje al cuarto de una madre)       | Joan Pera          |
| XII - 2020  | Karra Elejalde (Mientras dure la guerra)          | María Rodríguez Soto (Els dies que vindran)        | Enric Auquer (Quien a hierro mata)               | Laia Marull (La inocencia)                         | Francesc Betriu    |
| XIII - 2021 | Mario Casas (No matarás)                          | Candela Peña (La boda de Rosa)                     | Alberto San Juan (Sentimental)                   | Verónica Echegui (L'ofrena)                        | Carme Elías        |
| XIV - 2022  | Mohamed Mellali (Sis dies corrents)               | Maria Morera (Libertad)                            | Valero Escolar (Sis dies corrents)               | Ángela Cervantes (Chavalas)                        | Tomàs Pladevall    |
| XV - 2023   | Pol López (Suro)                                  | Vicky Luengo (Suro)                                | Àlex Brendemühl (Historias para no contar)       | Ángela Cervantes (La maternal)                     | Jaume Figueras     |
| XVI - 2024  | David Verdaguer (Saben aquell)                    | Carolina Yuste (Saben aquell)                      | Àlex Brendemühl (Creatura)                       | Clara Segura (Creatura)                            | Rosa Vergés        |
| XVII - 2025 | Eduard Fernández (5) (El 47)                      | Emma Vilarasau (Casa en flames)                    | Enric Auquer (Casa en flames)                    | Clara Segura (4) (El 47)                           | Paco Poch          |

## Gaudí a la mejor película
| Edición     | Mejor película en lengua catalana                      | Mejor película en lengua no catalana                        |
| ----------- | ------------------------------------------------------ | ----------------------------------------------------------- |
| I - 2009    | El cant dels ocells (de Albert Serra)                  | Vicky Cristina Barcelona (de Woody Allen)                   |
| II - 2010   | Tres dies amb la família (de Mar Coll)                 | Los condenados (de Isaki Lacuesta)                          |
| III - 2011  | Pa Negre (de Agustí Villaronga)                        | Buried (Enterrado) (de Rodrigo Cortés)                      |
| IV - 2012   | EVA (de Kike Maíllo)                                   | Mientras duermes (de Jaume Balagueró)                       |
| V - 2013    | Blancaneu (de Pablo Berger)                            | Una pistola en cada mano (de Cesc Gay)                      |
| VI - 2014   | La plaga (de Neus Ballús)                              | Los últimos días (de los Hermanos Pastor)                   |
| VII - 2015  | Rastres de sàndal (de María Ripoll)                    | 10.000 km (de Carlos Marqués-Marcet)                        |
| VIII - 2016 | El camí més llarg per a tornar a casa (de Sergi Pérez) | Truman (de Cesc Gay)                                        |
| IX - 2017   | La propera pell (de Isaki Lacuesta e Isa Campo)        | Un monstruo viene a verme (de Juan Antonio Bayona)          |
| X - 2018    | Estiu 1993 (de Carla Simón)                            | Tierra Firme (de Carlos Marqués-Marcet)                     |
| XI - 2019   | Les distàncies (de Elena Trapé)                        | Entre dos aguas (de Isaki Lacuesta)                         |
| XII - 2020  | Els dies que vindran (de Carlos Marqués-Marcet)        | La hija de un ladrón (de Belén Funes)                       |
| XIII - 2021 | La vampira de Barcelona (de Lluís Danés)               | Las niñas (de Pilar Palomero)                               |
| XIV - 2022  | Sis dies corrents (de Neus Ballús)                     | libertad (de Clara Roquet)                                  |
| XV - 2023   | Alcarràs (de Carla Simón)                              | Pacifiction (de Albert Serra)                               |
| XVI - 2024  | Creatura (de Elena Martín Gimeno)                      | 20.000 especies de abejas (de Estibaliz Urresola Solaguren) |
| XVII - 2025 | El 47 (de Marcel Barrena)                              | Polvo serán (de Carlos Marqués-Marcet)                      |

## Máximos Ganadores
| - Pa negre (2010) - Un monstruo viene a verme (2017) - Incerta glòria (2018) - El niño (2015) - Los últimos días (2014) - Entre dos aguas (2019) - Saben aquell (2024) - El 47 (2025) - Lo imposible (2013) - Mientras duermes (2012) - Truman (2016) - Creatura (2024) | - EVA (2012) - 10.000 km (2015) - Estiu 1993 (2018) - La vampira de Barcelona (2021) - Sis dies corrents (2022) - Un año, una noche (2023) - [REC]2 (2010) - Una pistola en cada mano (2012) - Blancanieves (2013) - La plaga (2014) - El rey de La Habana (2016) - Anacleto: Agente secreto (2016) - Las niñas (2021) - Mediterráneo (2022) - Libertad (2022) - Alcarràs (2023) - Polvo serán (2025) |

## Categorías
| - Mejor película. - Mejor película en lengua no catalana - Mejor dirección. - Mejor guion. - Mejor protagonista femenina. - Mejor protagonista masculino. - Mejor dirección de producción. - Mejor película documental. - Mejor cortometraje. - Mejor película para televisión. - Mejor película de animación. | - Mejor dirección artística. - Mejor actriz secundaria. - Mejor actor secundario. - Mejor montaje. - Mejor música original. - Mejor fotografía. - Mejor vestuario. - Mejor sonido. - Mejores efectos especiales / digitales. - Mejor maquillaje y peluquería. - Mejor película europea. |

El Premio Gaudí de honor lleva el nombre de Miquel Porter, en honor al historiador del cine Miquel Porter i Moix.